# Spreizkeil

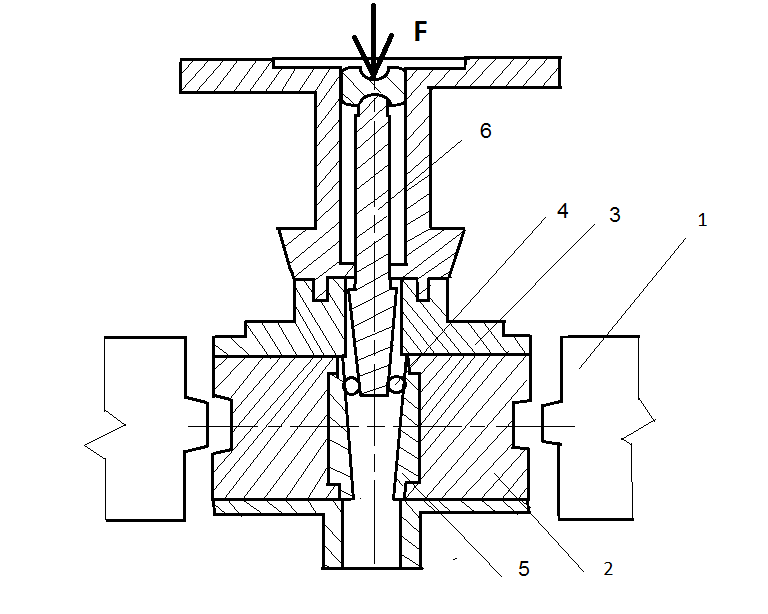
Prinzipskizze der Wirkungsweise einer Spreizkeilbremse, 1=Bremsbacken, 2=Kolben, 3=Spreizgehäuse, 4=Druckübertragungsrollen, 5=Rollenträger, 6=Spreizkeil

Der Spreizkeil ist das Teil einer Trommelbremse, das durch die hydraulische, pneumatische oder mechanische Druckkraft F, hervorgerufen durch das Drücken des Bremspedals, die spreizende Wirkung der Bremsbacken gegen die Bremstrommel hervorruft. 

## Bauteile und Wirkungsweise
Die Bremsbacken mit den Bremsbelägen werden durch die beiden, in einem Spreizgehäuse geführten Bremskolben nach außen gegen die Bremstrommel gedrückt. Das Auseinanderspreizen der Bremskolben wird durch die Längsbewegung des Spreizkeiles hervorgerufen, der zwei in einem Rollenträger frei gelagerte Druckübertragungsrollen gegen an dem Kolben befestigten Druckkeile drückt. Dabei ist die Spreizkeilform im oberen Teil zylinderförmig, im unteren Teil mit der Keilform rechteckig gestaltet. Durch die Keilform wird auch eine wirkungsvolle Bremskraftverstärkung erreicht. Der Rollenträger ist an dem Spreizkeil beweglich befestigt. Durch die Rollenspreizung arbeitet die Bremse sehr reibungsarm, es tritt praktisch nur Rollreibung auf. 
Am anderen Ende des Spreizkeiles erfolgt die Krafteinleitung, die durch den Bremszylinder außerhalb der Bremstrommel hervorgerufen wird. Außerdem besitzen Trommelbremsen nach dieser Bauart noch eine Führungsrolle, die sich einerseits an dem Rollenträger, andererseits an dem Spreizkeil abstützt und eine exakte Führung der Bremsrollen gewährleistet.